# 19. januar
19. januar er dag 19 i året, i den gregorianske kalender. Der er 346 dage tilbage af året (347 i skudår).
- Pontianus' dag. Han blev pisket, vandrede på gloende kul, fik hældt smeltet bly i halsen og blev sluttelig kastet for løverne, alt sammen fordi han ikke ville fravige sin tro.
- Et gammelt bondeordsprog siger:- at man denne dag skal have det halve af vinterens foder tilbage – vinteren var halvgangen.

### Begivenheder
Født - Dødsfald
- 1520 - De danske tropper anført af Christian 2. besejrer svenskerne i slaget på Åsunden.
- 1685 - Forordning udstedes mod "Misbrug og underslæb" med postbreve.
- 1879 - I sit hjem i Ohio, USA, føder Anna Bates en 76 cm lang søn, der vejer 10,8 kg. Det er dermed det tungeste spædbarn, man kender til. Drengen dør 11 timer efter fødslen.
- 1901 - På Øresund støder damperen Hveen ind i hjuldamperen Gefion, der går til bunds. Kollisionen sker i stærk tåge, men alle 50 passagerer på Gefion bliver reddet.
- 1937 - Den amerikanske filmproducent og flyentusiast Howard Hughes sætter hastighedsrekord, da han med sin Hughes H-1 flyver fra Los Angeles til New York City på 7 timer, 28 minutter og 25 sekunder.
- 1966 - Indira Gandhi vælges til premierminister i Indien.
- 1969 - DSB indfører billetautomater på de københavnske stationer.
- 1976 - De gamle Beatles-medlemmer afslår et tilbud på 30 mio. dollar for at spille sammen igen på samme scene.
- 1978 - Den sidste tyskproducerede Volkswagen Type 1 ruller ud fra fabrikkerne i Emden. Modellen produceres herefter kun i Latinamerika.
- 1989 - To medarbejdere fra TV 2 og to piloter omkommer, da et taxifly styrter ned ved Tolne i Nordjylland.
- 1991 - Iraks præsident Saddam Hussein beordrer 816.000 tons olie pumpet ud i Den Persiske Bugt.
- 1997 - Yasser Arafat ankommer for første gang i over 30 år til Hebron, hvor 60.000 palæstinensere fejrer overdragelsen af den sidste besatte by på Vestbredden.
- 2001 - Dagen før han planlagt skal gå af som præsident indrømmer USA's præsident Bill Clinton, at han bevidst havde vildledt offentligheden i den såkaldte Monica Lewinsky-sag.
- 2001 - Den danske forsker Lene Vestergaard Hau skaber verdenssensation, da hun sammen med sit forskerhold sænker lysets hastighed.
- 2038 - Det seneste tidspunkt der kan repræsenteres på Unix-systemer og i programmeringssproget C, hvilket betyder at tidspunkter derefter vil blive fejlagtigt rapporteret.

### Født
- 1639 - Jean la Placette, fransk huguenot præst (død 1718).
- 1736 - James Watt, skotsk opfinder (død 1819).
- 1807 - Robert E. Lee, amerikansk sydstatsgeneral (død 1870).
- 1809 - Edgar Allan Poe, amerikansk forfatter (død 1849).
- 1839 - Paul Cezanne, fransk maler (død 1906).
- 1847 - Olaus Fjørtoft, norsk bondesøn, forfatter, journalist og politiker (død 1878).
- 1866 - Carl Theodor Zahle, dansk konseilspræsident/statsminister (død 1946).
- 1875 - Svend Aggerholm, dansk skuespiller (død 1940).
- 1876 - Thit Jensen, dansk forfatter (død 1957).
- 1885 - Valdemar Møller, dansk skuespiller (død 1947).
- 1920 - Javier Pérez de Cuéllar, peruviansk FN-sekretær (død 2020).
- 1921 - Patricia Highsmith, amerikansk forfatter (død 1995).
- 1923 - Markus Wolf, østtysk spionchef (død 2006).
- 1926 - Fritz Weaver, amerikansk skuespiller.
- 1930 - Tippi Hedren, amerikansk skuespillerinde.
- 1932 - Richard Lester, britisk filminstruktør.
- 1939 - Phil Everly, amerikansk musiker.
- 1942 - Knud Vilby, dansk journalist og forfatter.
- 1943 - Janis Joplin, amerikansk sangerinde (død 1970).
- 1946 - Dolly Parton, amerikansk sanger og skuespiller.
- 1946 - Julian Barnes, engelsk forfatter.
- 1949 - Robert Palmer, engelsk sanger og guitarist (død 2003).
- 1953 - Linda Hayden, engelsk skuespiller.
- 1955 - Simon Rattle, engelsk dirigent.
- 1956 - Susanne Utzon, dansk journalist og studievært.
- 1957 - Peter Aude, dansk skuespiller og instruktør.
- 1962 - Jan Boye, dansk læge, håndbolddommer og borgmester (død 2011).
- 1965 - Charlotte Flindt Pedersen, dansk direktør.
- 1966 - Stefan Edberg, svensk tennisspiller.
- 1967 - Michael Schjønberg, dansk fodboldspiller og -træner.
- 1979 - Louise Pedersen, dansk håndboldspiller.
- 1992 - Cecilie Greve, dansk håndboldspiller.
- 1992 - Logan Lerman, amerikansk skuespiller.

### Dødsfald
- 1405 - Timur Lenk, grundlægger af det timuridiske dynasti (født 1336).
- 1526 - Elisabeth af Habsburg, dansk dronning (født 1501).
- 1969 - Jan Palach, tjekkisk student og oprører (født 1948).
- 1979 - Beatrice Bonnesen, dansk skuespiller (født 1906).
- 1982 - Elis Regina, brasiliansk sanger (født 1945).
- 1986 - Hans Hartvig Seedorff, dansk digter (født 1892).
- 1990 - Herbert Wehner, tysk politiker (født 1906).
- 1998 - Carl Perkins, amerikansk rock'n'roll-pioner (født 1932).
- 2000 - Hedy Lamarr, østrigskfødt amerikansk skuespiller (født 1914).
- 2006 - Wilson Pickett, amerikansk soul-sanger (født 1941).
- 2007 - Hrant Dink, tyrkisk-armensk journalist og ansvarlig redaktør for den tyrkisk-armeniske tosprogede ugeavis Agos (født 1954).
- 2012 - Sarah Burke, canadisk freestyle skiløber (født 1982).
- 2019 - Gert Frank, dansk cykelrytter (født 1956).

|  | Denne datoartikel kan blive bedre, hvis der indsættes et (bedre) billede Du kan hjælpe ved at afsøge Wikimedia Commons for et passende billede eller uploade et godt billede til Wikimedia Commons iht. de tilladte licenser og indsætte det i artiklen. |